# Xã Cleveland, Quận Lonoke, Arkansas
Xã Cleveland (tiếng Anh: Cleveland Township) là một xã thuộc quận Lonoke, tiểu bang Arkansas, Hoa Kỳ. Năm 2010, dân số của xã này là 338 người.